# Medvjed ukočenih nogu
Medvjed ukočenih nogu (Stiff-Legged Bear) Čudovišta iz mitova Sjevernoameričkih Indijanaca. Kod različitih plemena poznata su pod raznim nazivima. Neki ljudi vjeruju da su figure medvjeda ukočenih nogu/velikog ljudoždera prikaz mastodonta ili vunastih mamuta, još uvijek sačuvanih u pričama američkih domorodaca tisućama godina nakon što su izumrli. Ideje koje podržavaju takvu vezu uključuju:
- Neki domoroci jugoistočne Amerike upotrijebili su svoju domaću riječ za Velikog ljudoždera kada su prvi put vidjeli afričke slonove.
- Slonovi imaju poseban hod ukočenih nogu, s nogama postavljenim okomito neposredno ispod tijela, što se razlikuje od drugih životinja poput medvjeda.
- Slonovi imaju proporcionalno vrlo velike glave u usporedbi sa životinjama poput medvjeda. Medvjed s ukočenim nogama obično se opisuje kao medvjed s velikom glavom.
- Medvjed s ukočenim nogama/veliki ljudožder često se opisuje kao sličan mastodontu po veličini i snazi. (Moderni slonovi mogu se probijati kroz drveće kao što je rečeno za čudovište.)

Međutim, postoji i nekoliko ideja koje govore protiv toga da je Medvjed ukočenih nogu bilo kakva vrsta drevnog slona:
- Domorodački američki pripovjedači u većini plemena opisali su to stvorenje kao divovskog medvjeda-- stvorenje koje je ovim kulturama bilo vrlo dobro poznato i teško da bi ga mogli zamijeniti za slona.
- U svakoj priči za koju se zna, Medvjed Ukočenih Nogu/Veliki Ljudožder je mesožder koji jede ljude. Slonovi su vegetarijanci. Paleoindijski preci pripovjedača bili su lovci na mamute/mastodonte, a ne njihov plijen. Da je kulturno sjećanje na izumrlu životinju doista preživjelo tisućama godina, nešto tako kulturno važno kao što je temeljni odnos životinje s njihovim precima bilo bi točnije zapamćeno od oblika životinjskih nogu.
- Nikad se ne spominje Medvjed s ukočenim nogama da ima surlu.

Postoji još jedna povezana mogućnost, a to je da se mit o Medvjedu s ukočenim nogama mogao temeljiti na fosilima mamuta/mastodonta koje su iskopali američki domoroci. Znalo se da se takve stvari događaju i prije, s fosilima dinosaura koji su prijavljeni kao zmajeve kosti u Europi i Aziji. Velika glava slona i ukočene noge mogle bi se uočiti gledajući njegov kostur, dok mu surla ne bi bila sačuvana. Nadalje, mastodonti imaju oštre zube-- znanstvenici iz 18. stoljeća mislili su da je možda bio mesožder iz tog razloga, tako da su Indijanci koji su naišli na fosile mastodonta možda napravili istu pogrešku.
Treća je mogućnost, naravno, da se Medvjed Ukočenih Noga uopće ne temelji na slonu i da je upravo onakav kakvim ga pripovjedači opisuju: mitološki medvjed veličine slona. Medvjedi bi bili mnogo poznatiji indijanskim pripovjedačima i publici od davno izumrlih životinja ili čak fosila, a diljem svijeta vrlo je uobičajeno da mitološka čudovišta budu divovske verzije dobro poznatih životinja.
U svakom slučaju, što god bila inspiracija za priče o Medvjedu ukočenih nogu, one se pričaju u mnogim različitim plemenima diljem Sjeverne Amerike, posebno u sjevernim i istočnim dijelovima kontinenta.

## Popis
- Hairless Bears (Penobscot)
- Katshituashku (Innu/Cree)
- Man-Eater (Alabama/Creek)
- Naked Bear (Iroquois)
- Yakwawiak (Shawnee/Lenape)